# Абамза (деревня)
Абамза́ (чув. Упамса) — деревня в Батыревском районе Чувашской Республики. Входит в состав Тарханского сельского поселения.

## География
Находится в юго-восточной части Чувашии на расстоянии приблизительно 24 км на запад-юго-запад по прямой от районного центра села Батырево.

## История
В прошлом входила в состав Тархановской волости Буинского уезда Симбирской губернии.
Известна с 1721 года, когда здесь было отмечено 55 жителей мужского пола. В 1747 году учтён 31 житель мужского пола, в 1869 — 178 человек, в 1897 году — 43 двора и 296 жителей, в 1911 году (во время проведения подворной переписи Симбирской губернии) — 68 дворов, 209 мужчин и 188 женщин, в 1926 — 97 дворов и 587 жителей, в 1939 — 872 жителя, в 1979 951 житель. В 2002 году 205 дворов, в 2010 — 168 домохозяйств. 
В годы коллективизации образован колхоз «Красная Поляна» в 2010 году работал СХПК «Хастар».
Абамзинская начальная школа была открыта т после 1900 года. 
Абамзинский сельский клуб был открыт в 1933 го и в 1962 году обрёл собственное помещение. Нынешний Абамзинский ФАП открыт в 1991 году (с 1928 года существовал фельдшерский пункт). Абамзинское лестничество организовано 19 ноября 1993. 

## Население
Население составляло 567 человек (чуваши 99 %) в 2002 году, 503 в 2010.